# هشام السكني
هشام السكني (30 يناير 1993) هو عداء مسافات طويلة مغربي، متخصص في سباق 3000 متر موانع، شارك في أولمبياد 2012 و 2016، لكنه لم يصل إلى النهائيات.

## سجل المنافسة
| المغرب | المغرب                   | المغرب                   | المغرب | المغرب          | المغرب                                                              |
| السنة  | البطولة                  | المكان                   | المركز | الحدث           | الوقت                                                               |
| ------ | ------------------------ | ------------------------ | ------ | --------------- | ------------------------------------------------------------------- |
| 2009   | بطولة العالم للشباب      | إيطاليا                  | 4      | 3000 م          | 8:12.88                                                             |
| 2010   | بطولة العالم للناشئين    | كندا                     | –      | 5000 م          | بطولة العالم للناشئين ‏                                              |
| 2010   | الألعاب الأولمبية للشباب | سنغافورة                 | 3      | 3000 م          | 8:08.55                                                             |
| 2011   | البطولات العربية         | الإمارات العربية المتحدة | 3      | 5000 م          | 15:38.15                                                            |
| 2011   | دورة الألعاب العربية     | قطر                      | 9      | 1500 م          | 3:42.21                                                             |
| 2012   | بطولة العالم للناشئين    | إسبانيا                  | 3      | 3000 متر، حواجز | 8:30.14                                                             |
| 2012   | الألعاب الأولمبية        | المملكة المتحدة          | 26     | 3000 م، حواجز   | 8:35.89                                                             |
| 2015   | بطولة العالم             | الصين                    | 25     | 3000 م، حواجز   | بطولة العالم لألعاب القوى 2015 – رجال 3000 متر سباق الحواجز للخيول ‏ |
| 2016   | الألعاب الأولمبية        | البرازيل                 | 16     | 3000 م، حواجز   | 8:27.82                                                             |
| 2017   | ألعاب الفرنكوفونية ‏      | ساحل العاج               | 2      | 3000 م، حواجز   | 8:45.27                                                             |
| 2017   | بطولة العالم             | المملكة المتحدة          | 36     | 3000 م، حواجز   | بطولة العالم لألعاب القوى 2017 – رجال 3000 متر سباق الحواجز للخيول ‏ |
| 2018   | البطولات الأفريقية ‏      | نيجيريا                  | 10     | 3000 م، حواجز   | 8:47.02                                                             |
| 2018   | النصف ماراثون            | إقليم الباسك، إسبانيا    | 1      | 9000 متر        | 27.40                                                               |

## إنجازات شخصية
- 800 متر - 1: 49.11 (غابورون 2011)
- 1500 متر - 3: 38.41 (مراكش 2012)
- 3000 متر - 7: 50.23 (ريلينغن[الإنجليزية] 2013)
- 5000 متر - 13: 26.32 (الرباط 2011)
- 3000 متر موانع - 8: 16.54 (ستوكهولم 2015)
- 3000 متر - 7: 52.24 (إسطنبول 2017)

## روابط خارجية
- هشام السكني على موقع الاتحاد الدولي لألعاب القوى (الإنجليزية)
- هشام السكني على موقع الاتحاد الفرنسي لألعاب القوى (الفرنسية)
- هشام السكني على موقع الدوري الماسي (الإنجليزية)
- هشام السكني على موقع اللجنة الأولمبية الدولية (الإنجليزية)
- هشام السكني على موقع أوليمبيديا (الإنجليزية)
- هشام السكني على موقع اللجنة الأولمبية المغربية (الفرنسية)